# Кастру Алвис
 Тази статия е за бразилския писател.  За града вижте Кастру Алвис (град).  
Антониу Фредерику ди Кастру Алвис (на португалски: Antônio Frederico de Castro Alves) е бразилски поет и драматург.

## Биография
Роден е на 14 март 1847 година в Куралиню, граче в Баия, което днес носи неговото име. Първите си пиеси пише едва 20-годишен. Скоро става известен със своите аболиционистки и републикански възгледи, получавайки прозвището „Поет на робите“ („O Poeta dos Escravos“).
Кастру Алвис умира от туберкулоза на 6 юли 1871 година в Салвадор.